# Фоли, Скотт
Скотт Ке́ллерман Фо́ли (англ. Scott Kellerman Foley; род. 15 июля 1972, Канзас-Сити, Канзас, США) — американский актёр. Он известен по ролям в телевизионных шоу, таких как «Отряд „Антитеррор“» и «Фелисити», и в таком фильме, как «Крик 3». Он также был приглашённым актёром в сериалах «Бухта Доусона», «Клиника», «Анатомия страсти», «Настоящая кровь» и «Город хищниц».

## Биография
Фоли родился в Канзас-Сити, штат Канзас. Он старший из трёх сыновей своих родителей, Конни и Хью Фоли. В детстве он жил в разных странах, так как его отец делал карьеру в международном банковском деле. Когда ему было пятнадцать лет, умерла его мать.
Фоли является выпускником средней школы Клейтон.

## Карьера
Прорывом Фоли стала роль Ноэля Крейна в «Фелисити». Он периодически появлялся в сериале «Клиника», играя бойфренда Эллиот Рид, Шона Келли, и в «Лето наших надежд» в роли Клиффа.
Фоли был номинирован на Teen Choice Awards в номинации «Самый отвратительный тип» в фильме «Крик 3». Отдельно от ролей, Фоли пробовал свои силы как режиссёра, так и продюсера. Он был режиссёром одного из эпизодов «Фелисити» (эпизод «Выпускник»), а также был продюсером ситкома «A.U.S.A.», в котором сыграл главную роль.
Он сыграл одну из ролей в военной драме канала CBS «Отряд «Антитеррор»», где на протяжении 4 сезонов играл сержанта первого класса Боба Брауна. Был приглашённым актёром в эпизоде сериала «Доктор Хаус».
Скотт Фоли появился в трёх эпизодах нового комедийного хита ABC «Город хищниц», начиная с декабря 2009 года. В сериале играет его партнёр по «Крику 3» Кортни Кокс. У его персонажа и Джулс (персонаж Кокс) завязались близкие отношения, но они быстро закончились, так как он хотел более серьёзных отношений.

## Личная жизнь
19 октября 2000 года Фоли женился на актрисе Дженнифер Гарнер, с которой познакомился на съёмках сериала «Фелисити». В мае 2003 года Гарнер подала на развод.
В июне 2006 года он объявил о помолвке с актрисой Марикой Доминчик, в июне 2007 года у них состоялась частная свадьба на Гавайях. На этой свадьбе он стал деверем актрисы Дагмары Доминчик, сестры Марики, и её мужа, актёра Патрика Уилсона.
В октябре 2009 года было объявлено, что Фоли и его жена ждут своего первого ребёнка, долгожданную дочь.

## Фильмография
| Год  | Фильм                        | Роль                              | Примечание                     |
| ---- | ---------------------------- | --------------------------------- | ------------------------------ |
| 2000 | Самостоятельное хранение     | Зак Гриффи                        |                                |
| 2000 | Крик 3                       | Роман Бриджер / «Призрачное лицо» | Teen Choice Awards (номинация) |
| 2001 | Время кражи                  | Кейси Шепард                      |                                |
| 2002 | Глубина                      | Лейтенант Стивен Корз             |                                |
| 2006 | Огненный шторм               | Клей Хардинг                      |                                |
| 2014 | А давайте убьем жену Уорда?! | Том                               |                                |
| 2017 | Голышом                      | Коди Фэворс                       |                                |
| 2017 | Финальное видение            | Джеффри Макдональд                |                                |
| 2022 | Повседневная логика счастья  | Дениэль                           |                                |

## Телевидение
| Год       | Название                                       | Роль                  | Примечание                                                        |
| --------- | ---------------------------------------------- | --------------------- | ----------------------------------------------------------------- |
| 1995      | Высокая сладкая долина                         | Зак                   | Эпизод: Наткнувшись в переулке                                    |
| 1997      | Коронованный и опасный                         | Метт                  | Телефильм                                                         |
| 1997      | Степ в Степ                                    | Джереми Бек           | Эпизод: Рождённая звезда                                          |
| 1998      | Бухта Доусона                                  | Клифф Эллиот          | 5 эпизодов                                                        |
| 1998      | Кто-то любит меня: момент истины в фильме      | Йен Холл              | Телефильм                                                         |
| 1998      | Вечная любовь                                  | Дэвид                 | Телефильм                                                         |
| 1998—2002 | Фелисити                                       | Ноэль Крейн           | 84 эпизода Teen Choice Award (4 номинации)                        |
| 1999      | Зои, Дункан, Джек и Джейн                      | Монтана Кеннеди       | Эпизод: Пилот Эпизод: Всё, что вы хотите знать о Зои              |
| 2002      | Женский клуб                                   | Уэйн Генри            | Эпизод: Пилот                                                     |
| 2002—2009 | Клиника                                        | Шон Келли             | 12 эпизодов                                                       |
| 2003      | A.U.S.A.                                       | Адам Салливан         |                                                                   |
| 2004      | Джек и Бобби                                   | Лерс Кристофер        | Эпизод: Выборы ночи                                               |
| 2005      | Доктор Хаус                                    | Хенк Уигген           | Эпизод: Спортивная медицина                                       |
| 2006      | Огненный шторм: последняя битва в Йеллоустоуне | доктор Крей Хардинг   | Телефильм                                                         |
| 2006—2009 | Отряд «Антитеррор»                             | Боб Браун             | 69 эпизодов                                                       |
| 2009      | Последний тамплиер                             | Шон Дейли             | Мини-сериал                                                       |
| 2009      | Закон и порядок: Специальный корпус            | Далтон Ринделл        | 1 эпизод                                                          |
| 2009—2010 | Город хищниц                                   | Джефф                 | 4 эпизода                                                         |
| 2010—2011 | Анатомия страсти                               | Генри Бертон          | 15 эпизодов                                                       |
| 2011—2012 | Настоящая кровь                                | Патрик Девинс         | 9 эпизодов                                                        |
| 2013—2018 | Скандал                                        | капитан Джейк Баллард | Периодическая роль: 2 сезон (9 эпизодов) Основной состав: 3 сезон |
| 2013      | Игры Гудвина                                   | Генри Гудвин          | Главная роль                                                      |
| 2014—2016 | Непригодные для свиданий                       | камео                 |                                                                   |
| 2016-2021 | Белая ворона                                   | Мастер                |                                                                   |
| 2019      | Виски Кавалер                                  | Уилл Чейз             |                                                                   |
| 2021      | Большой скачок                                 | Ник Блэкбёрн          |                                                                   |
| 2024-...  | Девушки в автобусе                             | Хейден Уэллс Гарретт  |                                                                   |